# Pucarani
Pucarani é uma localidade e município da Bolívia, capital da Província de Los Andes, no departamento de La Paz. É parte da Região Metropolitana de La Paz.
Está localizada a 30 km da cidade de La Paz, capital do departamento, a uma altura de 3.865 metros acima do nível do mar. Segundo o censo nacional de 2012, o município de Pucarani conta com uma população de 29.379 habitantes.

## História

### Época republicana
Em 18 de setembro de 1855, depois das eleições presidenciais de 1855 que tinham dado como eleito o presidente Jorge Córdova, ocorreu um confronto bélico contra os insurgidos do candidato opositor José María Linares, chamado de Combate de Pucarani. Os insurgidos em Achacachi, encabeçados pelo coronel Gregorio Lança, dirigiram-se à população de Pucarani e tomaram-na esperando ir até a cidade de La Paz. Imediatamente, o general Demetrio Molina avançou sobre os insurgidos derrotando-os na localidade com o reforço de uma companhia de soldados chegados de La Paz.

#### Primeiro movimento de caciques empoderados
Em 1913, sob o amparo da Lei de Exvinculación de 1874, 96 caciques procuradores de quatro departamentos (La Paz, Potosí, Oruro e Cochabamba), liderados por Martín Vásquez apresentaram uma reclamação ao presidente Ismael Montes exigindo o cumprimento da lei de 23 de novembro de 1912 e a de 1883, que propunham:
- A proibição da postillonaje e dos serviços forçados.
- A isenção de imposto territorial às terras adquiridas mediante a composição com a Coroa Espanhola.

Entre os 96 caciques que geriram a apresentação da reclamação, 26 eram do departamento de La Paz e 5 eram de Pucarani: Leandro Arequipa, Calixto Tinta, Manuel Arequipa, Sebastián Murga e Juan Guachalla.

#### Educação indigenal
Em 1922, o presidente Bautista Saavedra autorizou a implementação de escolas rurais para as comunidades que assim o solicitassem. Em 7 de outubro, autorizou a criação de uma nova escola em Pucarani por solicitação  dos ayllus da região. Este tipo de medidas foi consequência do surgimento do movimento de caciques promotores e, entre os que se encontravam nesta etapa, estava Esteban Esmaga, cacique de Pucarani.

#### Guerra do Chaco
Entre 1932 e 1935, durante a Guerra do Chaco, os habitantes indígenas do Altiplano foram obrigados tanto pelo exército como pelos hacendados a envolverem-se nas tropas que defenderiam o território boliviano contra o Paraguai. Esta pressão, que em muitos casos ocorreu com a finalidade de apropriar-se das terras comunales, se traduziu em reações em Pucarani, Laja e Achacachi. Em Pucarani, a comunidade executou o juiz instrutor e cortou a linha do telégrafo. Posteriormente, ocorreram sucessivas repressões violentas provenientes do Estado entre as quais se destaca a liderada pelo cura Alfonso Ibar, que recrutou um grupo de 400 carabineros voluntários para restabelecer pela força o controle em Pucarani, Achacachi e Laja.

#### Rebelião de 1947
Em 1945, ocorreu o Primeiro Congresso indígenal. Depois dele, o governo de Gualberto Villarroel promulgou normativas que pretendiam responder às propostas que os representantes indígenas desenvolveram. Em 1946, Villarroel foi assassinado durante uma revolta em La Paz.
Em 1947, viveu-se um ciclo iniciado em janeiro pelos caciques de Pucarani, e estendido em diferentes regiões de Bolívia como a província de Ayopaya, no departamento de Cochabamba, Culpina no departamento de Chuquisaca, diferentes comunidades como: Porto Pérez, Laja, Topoco e Jayujayu no departamento de La Paz, e no norte do departamento de Potosí. No período compreendido entre janeiro e junho desse ano, ocorreram revoltas e ações de rejeição ao abuso de hacendados conhecidas como Rebelião de 1947.

## Geografia
O município ocupa a parte central da província, a oeste do departamento de La Paz. Fz fronteira ao norte com os municípios de Batalhas e Porto Pérez, a oeste com o lago Titicaca e a província de Ingavi, ao sul com o município de Laja, e a este com a província de Pedro Domingo Murillo.
Sua topografia está conformada por serras baixas e, em menor proporção, por montanhas e colinas de pendente escarpada, com vales estreitos e pendentes. Seu clima é altiplânico, com uma temperatura média anual de 11 °C.
Dentro de seu território encontram-se algumas lagoas glaciais, perto dos importantes montes nevados da Cordillera Real de Los Andes. Entre estas lagoas encontra-se a Lagoa Tuni.

## Organização política

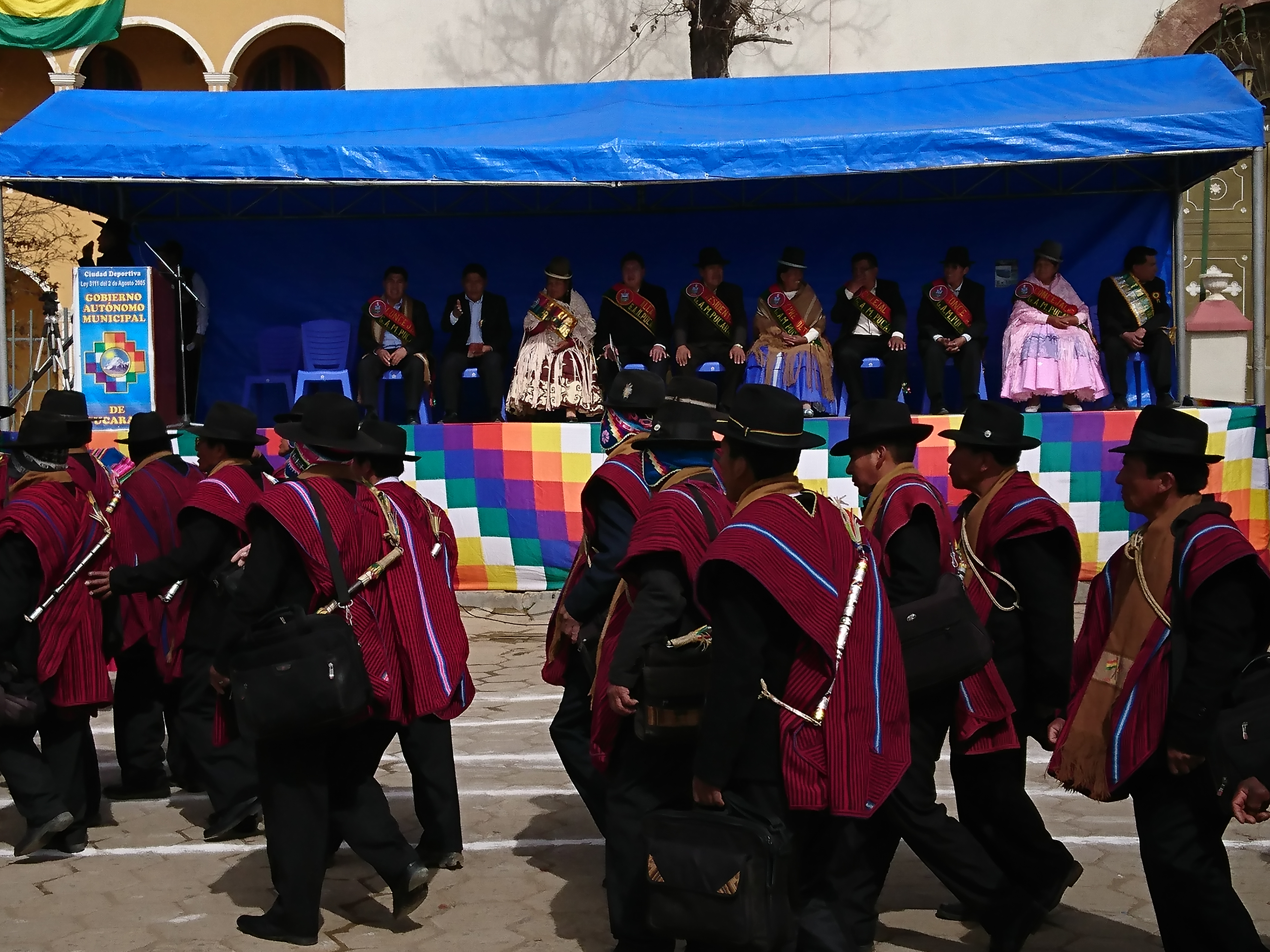
Autoridades Pucarani

A organização político-administrativa implementada pelo Estado boliviano, que estabelece hierarquias de autoridades eleitas por meio do sistema de votos, se combina de maneira factual com organizações precoloniais, como os ayllu, e os marka, vigentes desde a organização baseada em Senhorios aimaras que estabelece autoridades como: hilacatas, tamanis, e mallkus. A sobrevivência destes sistemas está relacionada com os dados censuais de 2012, quando do total de habitantes do município de Pucarani, 90% da população se auto-identificou como indígena, sendo 97% se autoidentificado como aymara e o 3% como quechua, originário, camponês, indígena, ou indígena ou originario não-identificado.

## Economia
A produção agrícola de Pucarani é de tipo tradicional, com cultivos de papoula, cevada, aveia, feijão, quinoa, alfalfa, e produtos derivados como o chuño e a tunta, além de hortaliças, como cenoura e alho.
A actividade pecuária inclui a criação de gado, ovinos e camelídeos, além da obtenção de subprodutos como lácteos e charque, que são destinados ao consumo doméstico e os excedentes são comercializados de maneira direta ou por venda por contrato (antecipado), se constituindo numa importante fonte de abastecimento de produtos agrícolas para as cidades de La Paz e de El Alto.
Em menor escala, a mineração constitui outra atividade à qual se dedica a população, com a exploração de ouro que é comercializado em La Paz e em El Alto. Sua extração é realizada mediante a lavagem de areias provenientes dos cursos dos rios da cordilheira, além da exploração de estanho e silício, este último vendido à fábrica de vidro plano da cidade de El Alto.

## Patrimônio Cultural
No marco das atribuições dos governos subnacionais na Bolívia, o Governo Autônomo Municipal de Pucarani identifica e protege seu patrimônio através da Lei Autonómica Municipal n°31 Lei Autonómica Municipal de património cultural arqueológico do Município de Pucarani, em vigência desde 2017.
1. ↑  «Instituto Nacional de Estadística». INE (em espanhol). Consultado em 11 de fevereiro de 2023
2. ↑  Reyes Ortiz, Félix (1856). Anuario del año 1855. Tomo I. La Paz, Bolivia: Imprenta de "Eugenio Alarcón".
3. ↑  Capriles Cabrera, Aníbal (1891). Introducción al estudio de la Historia Universal. Parte Cuarta; Capítulo 8 : "Gobierno del General Jorge Córdova (1855-1857)". Cochabamba, Bolivia: Imprenta de "El Heraldo".
4. 1 2 3  Córdova, Jorge (1858). Manifiesto y programa del presidente constitucional de Bolivia Jorge Córdova, a la nación.
5. 1 2  Choque Canqui, Roberto; Quisbert Quispe, Cristina (2010). «Introducción». In:  UNIDAD DE INVESTIGACIONES HISTÓRICAS UNIH-PACAXA. Líderes indígenas aimaras Lucha por la defensa de tierras comunitarias de origen (em espanhol). [S.l.]: UPS Editorial. p. 27-28. ISBN 978-99954-0-655-4
6. ↑  «PEDAGOGÍA DE LAS EMERGENCIAS: EL CASO DE LOS CACIQUES APODERADOS Y SU LUCHA POR LA EDUCACIÓN EN BOLIVIA (1900-1930)». Temas Sociales. 2016 |nome1= sem |sobrenome1= em Authors list (ajuda);
7. ↑  «RED ESCUELA.: Cuadro De La Guerra Del Chaco». www.redescuela.org. Consultado em 11 de fevereiro de 2023
8. ↑  «Gestación y emergencia del nacionalismo: 1920-1952» (PDF). Bolivia, su historia: Tomo V. Consultado em 4 de fevereiro de 2021
9. ↑  «Hace 82 años terminaba la Guerra del Chaco, esa "guerra de la sed"»
10. ↑  «EL SERVICIO DE INTELIGENCIA ENTRE 1927-1938: EL ESPIONAJE, CONTRAESPIONAJE DE BOLIVIA DURANTE LA GUERRA DEL CHACO» (PDF). UNIVERSIDAD MAYOR DE SAN ANDRÉS: FACULTAD DE HUMANIDADES Y CIENCIAS DE LA EDUCACIÓN: CARRERA DE HISTORIA. 2017. Consultado em 4 de fevereiro de 2021 |nome1= sem |sobrenome1= em Authors list (ajuda)
11. ↑  «LA POLITICA Y SUS MODELOS EN LA RELACION ESTADO BOLIVIANO Y EL MOVIMIENTO INDIGENA DEL SUR DE COCHABAMBA (1936-1947)». Temas Sociales. 1997. Consultado em 4 de fevereiro de 2021 |nome1= sem |sobrenome1= em Authors list (ajuda)
12. ↑  «El alcohol y la hoja de coca ¿vicios indígenas?: La prensa estigmatizando a las revueltas indígenas» (PDF). Punto Cero. 2010. Consultado em 4 de fevereiro de 2021 |nome1= sem |sobrenome1= em Authors list (ajuda)
13. ↑  «La lucha de los movimientos indígena originario campesinos por sus derechos como aporte fundamental en la construcción del actual proceso histórico boliviano» (PDF). Programa Andino de Derechos Humanos, PADH. Consultado em 4 de fevereiro de 2021
14. 1 2 3  «¿Cómo es el municipio de Pucarani?» (em espanhol). Educa Bolivia. Consultado em 7 de agosto de 2019
15. ↑  «La construcción de la legitimidad política en autoridades municipales e indígena originario campesinas». Temas Sociales. Novembro de 2015. Consultado em 4 de fevereiro de 2021 |nome1= sem |sobrenome1= em Authors list (ajuda)
16. ↑  «PUCARANI CULTIVA ALFALFA EN MÁS DE DOS MIL HECTÁREAS»
17. ↑  Ley Autonómica Municipal N°031 Ley Autonómica Municipal de patrimonio cultural arqueológico del Municipio de Pucarani